# Lịch sử tiến hóa của thực vật

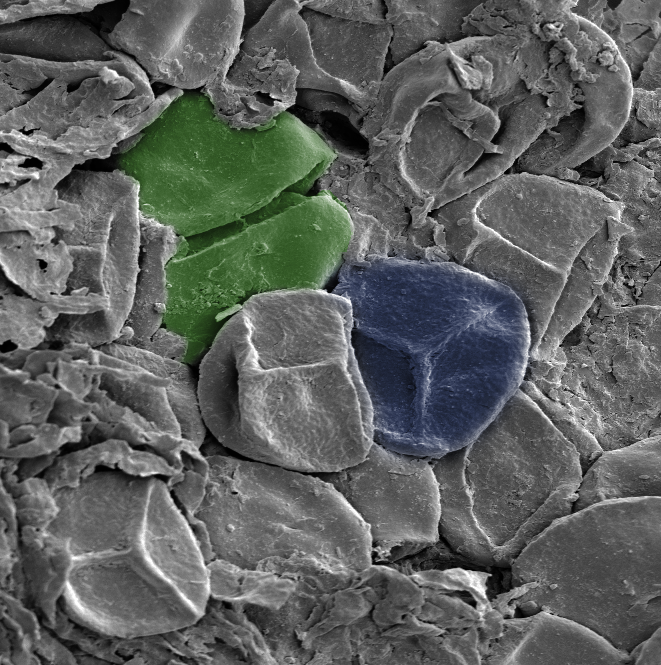
Bào tử vào cuối kỷ Silur. Màu lục: bào tử tetrad. Màu xanh dương: Bào tử có 3 khía;– dạng chữ. Các bào tử có đường kính khoảng 30-35 μm

Biểu đồ nhánh tiến hóa thực vật

Lịch sử tiến hóa của thực vật là kết quả của việc gia tăng sự phức tạp của cấp tiến hóa từ bè tảo qua rêu, thạch tùng, dương xỉ đến thực vật hạt trần và thực vật hạt kín ngày nay.
Vào kỷ Ordovic (cách nay khoảng 450 triệu năm trước) thực vật trên cạn đầu tiên xuất hiện. Chúng bắt đầu đa dạng hóa vào cuối kỷ Silur (khoảng 420 triệu năm trước triệu năm trước), và kết quả của sự đa dạng hóa này đã được thể hiện một cách ấn tượng trong các tổ hợp hóa thạch đầu kỷ Devon trong Rhynie chert. Loại đá chert đã bảo tồn các thực vật thời kỳ đầu chi tiết đến mức độ tế bào, được hóa đá trong các suối núi lửa.
Vào giữ kỷ Devon, hầu hết các đặc điểm của thực vật được công nhận như hiện tại đã có như bộ rễ, lá và gỗ thứ. Các thực vật không có bào tử cuối Devon như Archaeopteris đã đạt đến cấp độ tinh tế cho phép chúng tạo thành những rừng cây cao. Vào cuối Devon, hạt đã tiến hóa. Sự tiến hóa vượt bậc tiếp tục vào kỷ Cacbon và đang diễn ra như ngày nay. Hầu hết các nhóm thực vật được bảo tồn tương đối nguyên vẹn qua sự kiện tuyệt chủng Permi-Trias, mặc dù cấu trúc của các quần xã đã thay đổi. Điều này có lẽ đã tạo điêu kiện cho sự xuất hiệt của thực vật có hoa trong kỷ Trias (~200 triệu năm trước), và sự đa dạng hóa của chúng sau đó trong kỷ Creta và trong Paleogene. Các nhóm thực vật chính tiến hóa gần đây là cỏ, chúng trở nên quan trọng trong Paleogen giữa, vào khoảng 40 triệu năm trước. Cỏ cùng với các nhóm khác đã tiến hóa theo cơ chế mới về trao đổi chất để tồn tại trong điều kiệm môi trường có ít CO2 và nóng, ẩm của các vùng nhiệt đới trong khoảng 10 triệu năm gần đây.

## Xâm chiếm trên cạn

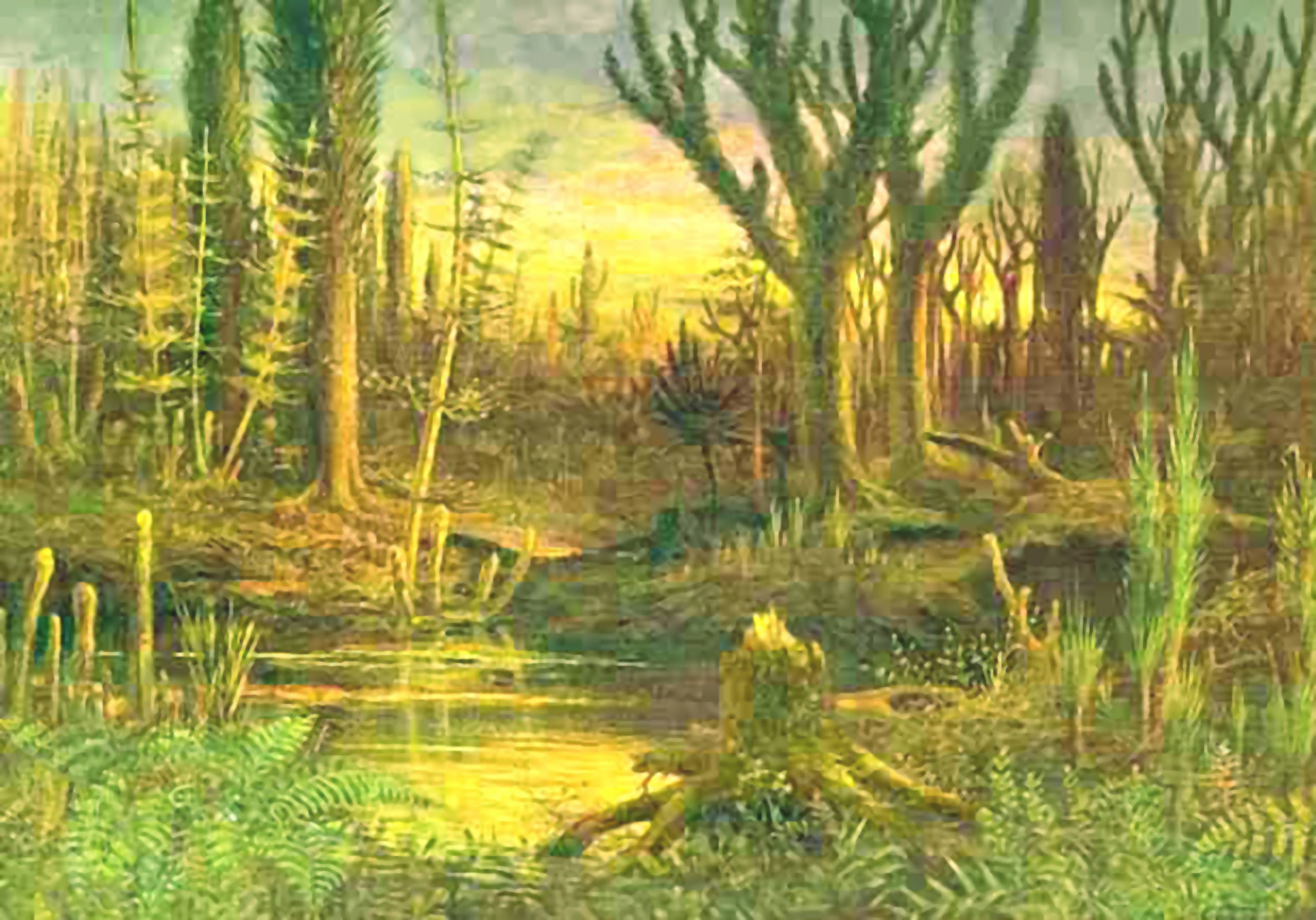
Kỷ Devon đánh dấu sự bắt đầu của việc xâm chiếm trên cạn trên diện rộng, qua đó là những ảnh hưởng của chúng đến xói mòn và bồi lắng mang lại sự thay đổi khí hậu đáng kể.

Thực vật trên cạn tiến hóa từ nhóm tảo lục, có lẽ vào khoảng 510 triệu năm trước; những tính toán về phân tử cho rằng nguồn gốc của chúng thậm chí còn sớm hơn vào khoảng 630 triệu năm trước. Các họ hàng gần nhất còn sinh tồn của chúng là Rêu, đặc biệt là Charales; cho rằng sinh cảnh của Charales đã thay đổi một ít kể từ sự phân chia của các nhánh, điều này có nghĩa là thực vật trên cạn đã tiến hóa từ tảo sợi phân nhánh sống trong môi trường nước ngọt nông, có lẽ ven các bờ hồ bị khô theo mùa. Tảo có thể có vòng đời đơn bội: có thể chỉ có nhiễm sắc thể bắt cập rất ngắn (trong điều kiện lưỡng bội), khi noãn và tinh trùng được hợp nhất đầu tiên tạo thành hợp tử; hợp tử này có thể đã phân chi ngay theo cơ chế giảm phân tạo ra các tế bào có phân nửa số nhiễm sắc thể lẻ (trong điều kiện đơn bội). Sự cộng sinh với nấm có lẽ đã giúp thực vật thời kỳ đầu này thích nghi với những áp lực của môi trường trên cạn.
Thực vật không phải là nhóm quang hợp đầu tiên trên cạn; tốc độ phong hóa cho thấy rằng sinh vật  đã từng sống trên đất liền vào khoảng 1.200 triệu năm trước, và các hóa thạch vi sinh vật đã từng được phát hiện trong các trầm tích hồ nước ngọt vào 1.000 triệu năm trước, nhưng sự ghi nhận về đồng vị cacbon cho thấy rằng chúng quá khan hiếm để tác động đến sự tích tụ của các đồng vị này trong khí quyển cho đến thời gian khoảng 850 triệu năm trước. Các sinh vật này, mặc dù là đa dạng về phát sinh loài, có lẽ là nhỏ và đơn giản, chỉ lớn hơn "cụm tảo" một chút.
Bằng chứng đầu tiên về thực vật trên cạn là các bào tử tảo vào Ordovic giữa (tầng Llanvirn sớm, ~470 triệu năm trước). Các bào tử này, được gọi là cryptospore, đã được tạo ra hoặc là đơn lẻ (monads), ở dạng cặp (diads) hoặc các bộ bốn (tetrad), và vi cấu trúc của chúng giống với vi cấu trúc của các bào tử Rêu tản hiện đại, điều này cho thấy rằng chúng có cùng cấp tổ chức. Chúng được cấp tạo từ sporopollenin – là một bằng chứng khác về mối quan hệ với thực vật có phôi. Có thể 'sự ngộ độc' khí quyển đã ngăn cản sinh vật nhân chuẩn xâm chiếm trên cạn trước nhóm này, hoặc chỉ đơn giản rằng chúng mất quá nhiều thời gian cho sự phức tạp cần có để tiến hóa.
Các bào tử chữ Y tương tự như của thực vật có mạch xuất hiện ngay sau đó, trong các đá tuổi Ordovic giữa. Về tính chính xác khi nào thì tetrad phân chia, mỗi bào tử bộ tứ có thể mang một "dấu chữ Y", phản ánh các điểm mà tại đó mỗi tế bào bị đè bẹp bởi các tế bào bên cạnh. Tuy nhiên, điều này đòi hỏi các thành bào tử phải đủ mạnh và có khả năng chống chịu ở thời gian đầu. Chự chịu đực này có quan hệ mật thiết với mức độ chống khô hạn của thành ngoài tế bào-một đặc điểm có tác dụng khi các bào tử phải chịu đựng sống sót ngoài môi trường nước. Thực vậy. thậm chí các thực vật có phôi này đã từng trở về môi trường nước mà không còn thành bảo vệ, do đó chúng không mang những khía chữ Y. Một nghiên cứu kỹ về bào tử tảo cho thấy rằng không có các bào tử có chữ Y, hoặc thành của chúng không đủ để bảo vệ hoặc trong trường hợp hiếp gặp này, các bào tử phát tan trước khi chúng bị đè bẹp đủ để phát triển dấu chữ Y, hoặc không phù hợp với bộ bốn tứ diện.
Các tổ hợp hóa thạch lớn của thực vật trên cạn là Thallus, chúng phát triển trên các vùng đất ngập nước bồi tích và được tìm thấy ở dạng bao phủ hầu hết các đồng lụt vào Silur sớm. Chúng chỉ có thể sống sót khi mặt đất ngập sũng nước. Cũng có mặt những bè vi sinh vật.